# نونوس
نونوس پانوپلیسی (زبان یونانی: Νόννος ὁ Πανοπολίτης؛ به انگلیسی: Nonnus of Panopolis) برجسته‌ترین شاعر حماسی یونانی عصر امپراتوری روم بود. او اهل پانوپولیس (اخمیم) در ثباید مصر بود و احتمالاً در قرن پنجم میلادی می‌زیسته‌است. او به‌عنوان سراینده دیونیسیاکا، داستان حماسی خدای دیونیسوس و متابول، تفسیر انجیل یوحنا، شناخته می‌شود. حماسه دیونیسیاکا زندگی دیونیسوس، لشکرکشی او به هند و بازگشت پیروزمندانه‌اش را توصیف می‌کند. این کتاب به زبان یونانی هومری و با هگزامتر داکتیلیک نوشته شده‌است و از ۴۸ کتاب در ۲۰۴۲۶ سطر تشکیل شده‌است.

## دیونیسیاکا

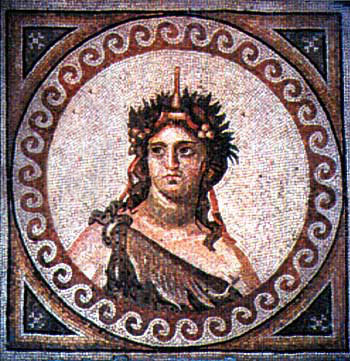
موزاییک دیونیسوس از انطاکیه

اثر اصلی نونوس حماسه ۴۸ کتابی دیونیسیاکا است که طولانی‌ترین شعر باقی‌مانده از اروپای دوران باستان است. این اثر دارای ۲۰۴۲۶ سطر است که به هگزامتر داکتیلیک و هومریک سروده شده‌است، که موضوع اصلی آن زندگی دیونیسوس، لشکرکشی او به هند و بازگشت پیروزمندانه اوست. قدمت این شعر به قرن پنجم می‌رسد. در ابتدا از کیفیت ادبی ضعیفی برخوردار است، اما انبوهی از نوشته‌های اخیر (به‌ویژه در نسخه و تفسیر شعر در ۱۸ جلد آخر) نشان‌دهنده مهارت ادبی کاملی است، حتی با وجود زیاده‌روی باروک در آن که ظاهراً یک امر اکتسابی بوده. توجه به شعر او از سوی یک خواننده مدرن این‌گونه جلب می‌شود که: او با نوشتن در قالب هگزامتر نسبت بیشتری از داکتیل‌ها و حذف کمتری نسبت به شاعران پیشین استفاده می‌کند. به‌علاوه استفاده ظریف از ردیف و قافیه به شعر او حالت موسیقایی منحصربه‌فردی می‌بخشد. اشتباهی که باید تصحیح شود این است که گمان می‌کنند او باید هنگام نوشتن شعر پاگان بوده باشد: اما پرداختن به اسطوره برای داستان‌سرایی از دوره هلنیستی رایج بوده‌است و نونوس آیین پاگان را که جوهره بت‌پرستی اصیل بود نادیده می‌گیرد.

## تفسیر انجیل یوحنا
تفسیر انجیل یوحنا نیز از آثار باقی‌مانده نونوس است. زمان نگارش آن محل بحث است: به نظر می‌رسد تحلیل‌های متنی نشان می‌دهد که پیش از دیونیسیاکا بوده‌است، درحالی‌که برخی از محققان بعید می‌دانند که یک مسیحی مسلمان‌شده این همه کار را به مضامین پاگانی دیونوسیاکا اختصاص داده باشد.